# Heteropenaeus
Heteropenaeus is een geslacht van kreeftachtigen uit de klasse van de Malacostraca (hogere kreeftachtigen).

## Soort
- Heteropenaeus longimanus de Man, 1896